# Esterri de Cardós
Esterri de Cardós ist eine katalanische Gemeinde (Municipio) mit 63 Einwohnern (Stand: 2024) in der Provinz Lleida im Nordosten Spaniens. Sie ist Teil der Comarca Pallars Sobirà. Die Gemeinde besteht neben dem namensgebenden Hauptort Esterri de Cardós aus den Ortschaften Arrós de Cardós, Benante und Ginestarre. 

## Lage
Esterri de Cardós liegt in den Pyrenäen etwa 105 Kilometer nordnordöstlich von Lleida in einer Höhe von ca. 1360 m nahe der Grenze zu Frankreich. Die Gemeinde wird vom Noguera de Cardós durchflossen. 

## Einwohnerentwicklung
| 1970 | 1981 | 1991 | 2001 | 2011 | 2021 |
| ---- | ---- | ---- | ---- | ---- | ---- |
| 80   | 52   | 66   | 77   | 77   | 64   |

## Sehenswürdigkeiten

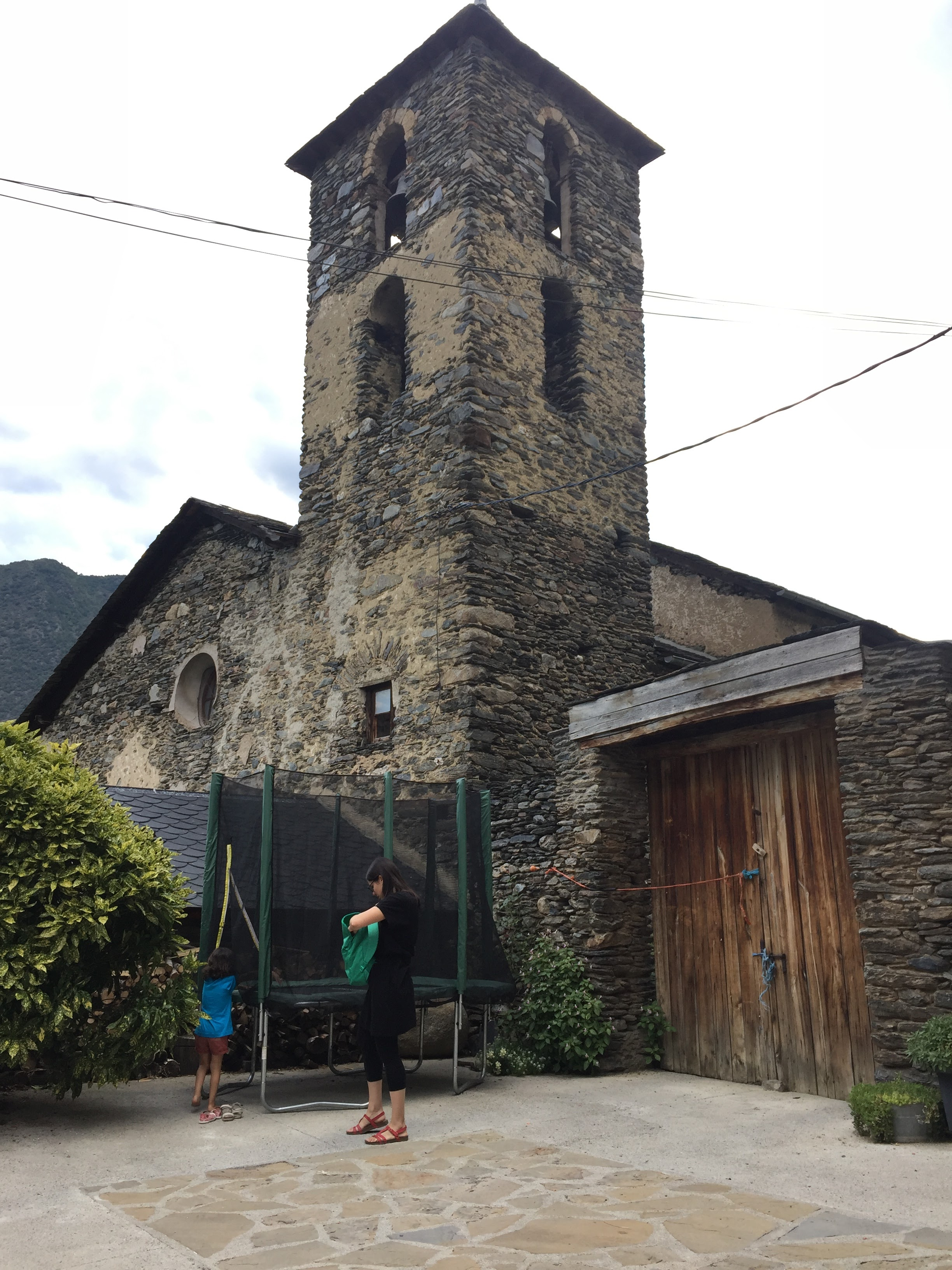
Julianuskirche
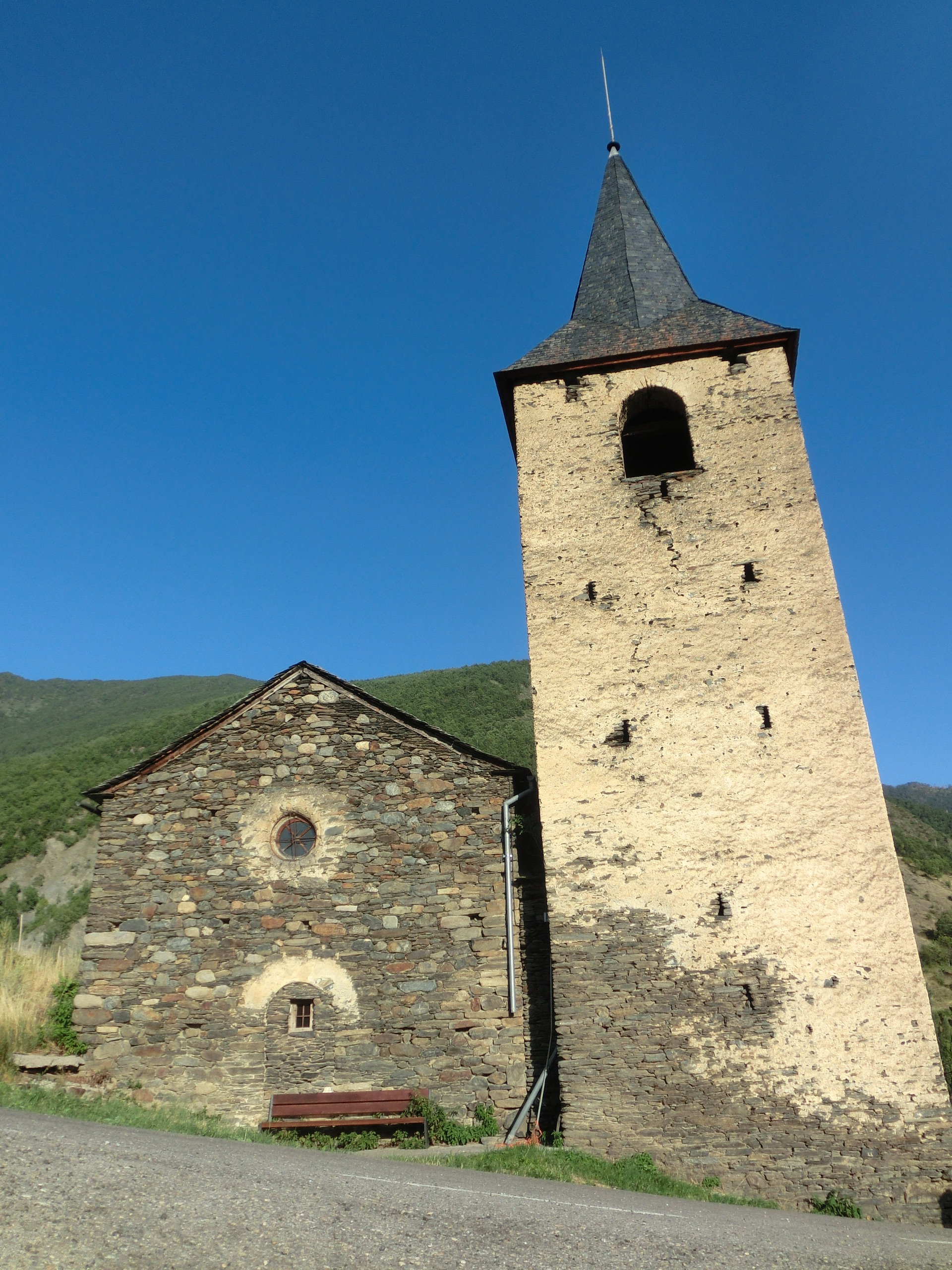
Peter-und-Paul-Kirche
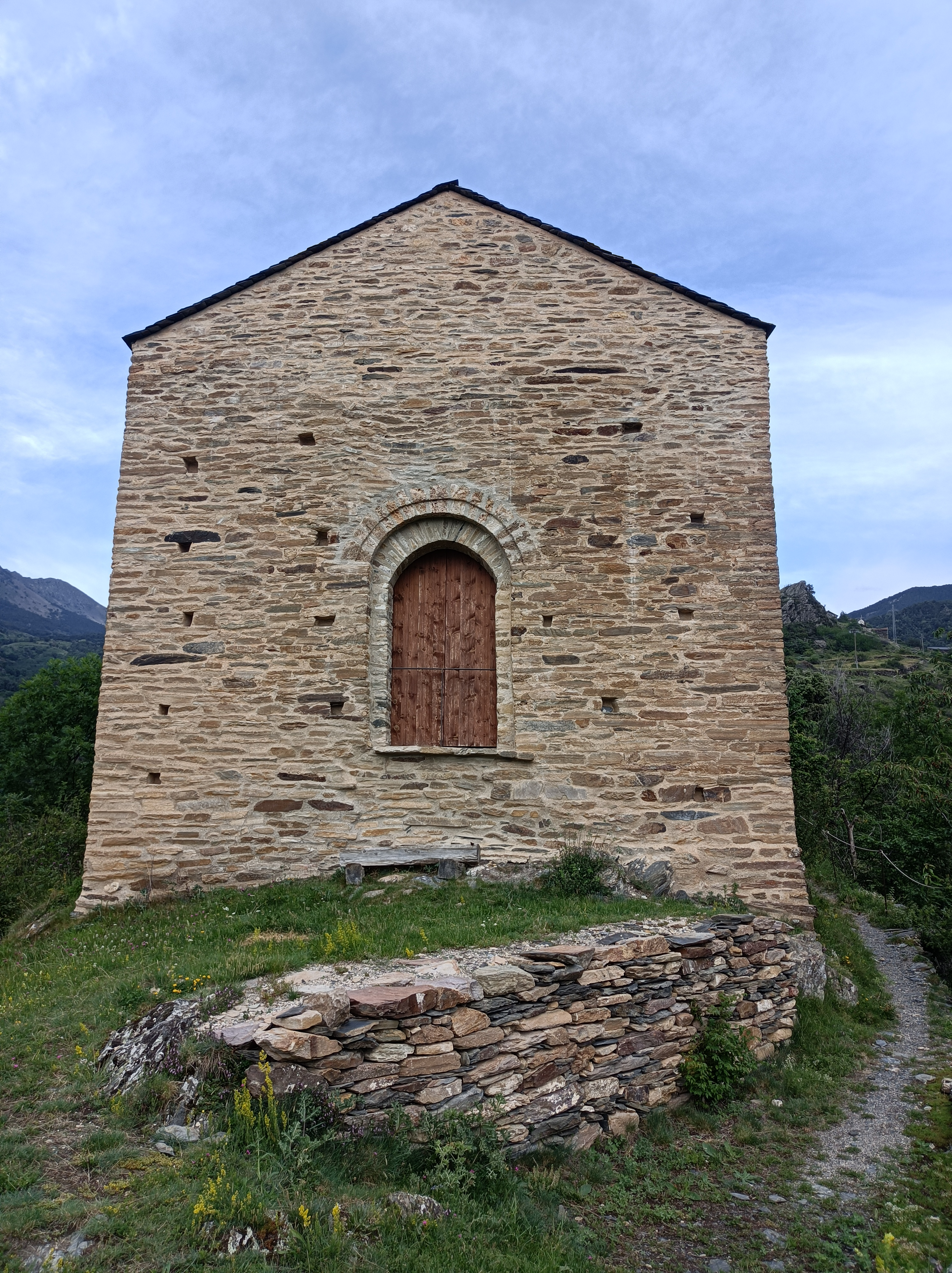
Marienkapelle in Ginestarre

- Julianuskirche
- Peter-und-Paul-Kirche
- Marienkapelle